# Sidi Kacem (provincie)
Sidi Kacem is een provincie in de Marokkaanse regio Rabat-Salé-Kénitra.
Sidi Kacem telt 692.239 inwoners op een oppervlakte van 406 km².

## Grootste plaatsen
| Gemeente         | Inwoners (1994) | Inwoners (2004) |
| ---------------- | --------------- | --------------- |
| Sidi Kacem       | 67.582          | 74.062          |
| Ouezzane         | 52.115          | 57.972          |
| Dar Laâslouji    | 24.679          | 27.836          |
| Sidi al Kamil    | 24.415          | 26.800          |
| Aïn Defali       | 23.930          | 24.521          |
| Mechra Bel Ksiri | 23.860          | 27.630          |
| Sefsaf           | 20.977          | 22.941          |
| Nouirate         | 20.551          | 22.639          |
| Sidi Redouane    | 19.984          | 20.782          |
| Khnichet         | 19.821          | 20.899          |
| Lamrabih         | 19.453          | 20.187          |

Ben Slimane · Khouribga · Settat · El Jadida · Safi · Boulmane · Fez · Moulay Yacoub · Sefrou · Kénitra · Sidi Kacem · Casablanca · Médiouna · Mohammedia · Nouaceur · Assa-Zag · Guelmim · Tan-Tan · Tata · Boujdour · Es-Semara · Lâayoune · Al Haouz · Chichaoua · Essaouira · Kelâat Es-Sraghna · Marrakech · Al Ismaïlia · El Hajeb · Errachidia · Ifrane · Khénifra · Meknès · Berkane · Figuig · Jerada · Driouch · Nador · Oujda-Angad · Taourirt · Aousserd · Oued ed Dahab · Khémisset · Rabat · Salé · Skhirat-Témara · Agadir-Ida-Ou-Tanane · Inezgane-Aït Melloul · Chtouka-Aït Baha · Ouarzazate · Taroudant · Tiznit · Zagora · Azilal · Béni-Mellal · Chefchaouen · Fahs-Bni Mkada · Larache · Tanger-Asilah · Tétouan · Al Hoceima · Taounate · Taza